# Taraxacum pseudelongatum
Taraxacum pseudelongatum — вид квіткових рослин з родини айстрових (Asteraceae). Вид зростає в Європі: Німеччина, Італія, Польща, Швейцарія; це багаторічна рослина помірних біомів.